# گمینا جاووشن
گمینا جاووشن (به لهستانی:  Gmina Działoszyn) یک گمینا در لهستان است که در شهرستان پاینچنو واقع شده‌است. گمینا جاووشن ۱۲۰٫۵۹ کیلومتر مربع مساحت و ۱۲٬۹۰۸ نفر جمعیت دارد.